# Vollportal-Wippdrehkran (Magdeburg)

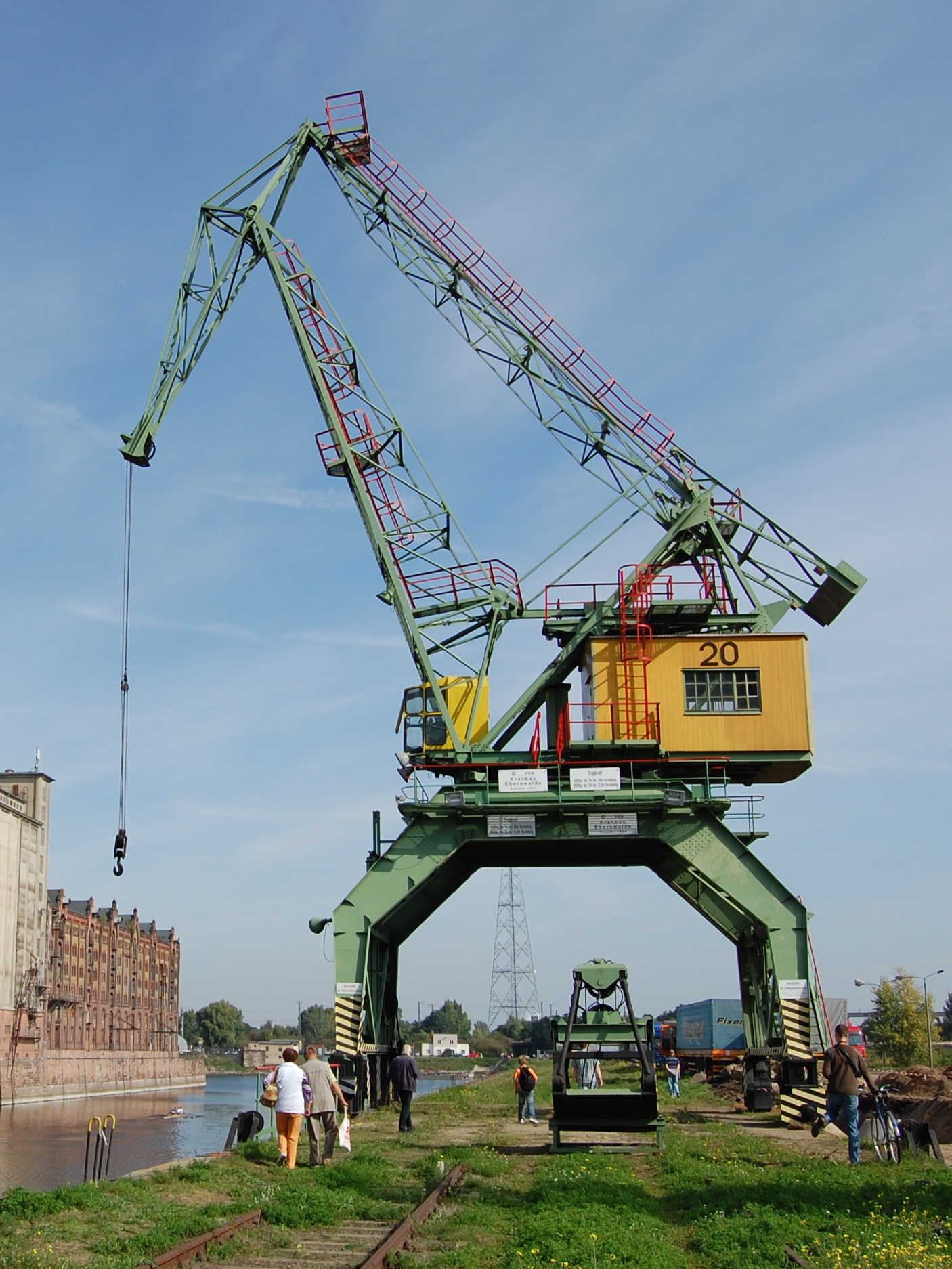
Vollportalwippdrehkran im Handelshafen Magdeburg

Der Vollportalwippdrehkran in Magdeburg ist ein denkmalgeschützter Hafenkran im Handelshafen, der sich östlich des Hafenbeckens in der Werner-Heisenberg-Straße befindet.
Der 1956 vom Kranbau Eberswalde als geschweißte Stahlkonstruktion hergestellte Vollportalwippdrehkran verfügt über eine Tragkraft von zehn Tonnen. Er ersetzte ältere stationäre Kräne. Auf parallel zum Hafenbecken verlegten Schienen war eine Bewegung entlang des Hafenbeckens möglich. Unterhalb des Krans verliefen die Schienen der Hafenbahn, so dass ein Umschlag zwischen Schiffen und Eisenbahn möglich war.
Der Kran gilt als letztes erhaltenes Beispiel der Kran- und Umschlagstechnik der 1950er Jahre in Magdeburg.